# Пижанка (приток Вятки)
Пижанка — река в России, протекает в Кильмезском и Малмыжском районах Кировской области. Устье реки находится в 201 км по левому берегу реки Вятки. Длина реки составляет 18 км.
Исток реки в лесах в 25 км к юго-западу от посёлка Кильмезь. Река течёт на юго-запад, верхнее течение проходит по ненаселённому лесу, в нижнем вблизи реки стоит посёлок Плотбище (центр Плотбищенского сельского поселения). Река впадает в озеро Пиж на Вяткинской пойме, которое соединено с Вяткой короткой протокой, известной также как Сорожье.

## Данные водного реестра
По данным государственного водного реестра России относится к Камскому бассейновому округу, водохозяйственный участок реки — Вятка от водомерного поста посёлка городского типа Аркуль до города Вятские Поляны, речной подбассейн реки — Вятка. Речной бассейн реки — Кама.
По данным геоинформационной системы водохозяйственного районирования территории РФ, подготовленной Федеральным агентством водных ресурсов:
- Код водного объекта в государственном водном реестре — 10010300512111100040005
- Код по гидрологической изученности (ГИ) — 111104000
- Код бассейна — 10.01.03.005
- Номер тома по ГИ — 11
- Выпуск по ГИ — 1